# Кузя: Заколдованное зеркало
Кузя: Заколдованное зеркало (англ. Hugo: The Evil Mirror, дат. Hugo: Det Afskyelige Spejl) — компьютерная игра 2002 года, часть датской медиафраншизы Hugo (в русской локализации – Кузя), разработанная студией Interactive Television Entertainment. Была выпущена для платформ Windows и PlayStation, а также адаптирована разработчиком для платформ Game Boy Advance (выпущена под названием Hugo Advanced), Game Boy Color и для мобильной платформы Java.

## Игровой процесс
Версия для PC и PlayStation представляет собой трёхмерную платформенную игру, по стилю напоминающую серию игр Crash Bandicoot. Общий игровой процесс разбит на семь уровней, в каждом из которых игрок может управлять одним из детей Кузи, а впоследствии и самим троллем по мере продвижения по сюжету. Изначально доступны три уровня – «Гангстеры-растяпы», «Бобры-легионеры» и «Отважные викинги», после прохождения любой из них открывается один их трёх уровней с Кузей – «Радужная башня», «Башенные часы» и «Замок заколдованного зеркала». Каждый из трёх детей-троллей обладает специальными способностями. Девочка Рут может прыгать очень высоко, у мальчика Рата есть снежная пушка-базука, а младенец Рит катается на диком кабане. В следующих уровнях Кузя под контролем игрока должен сбежать из замка Сциллы. Последний уровень является финальной схваткой с ведьмой и так называется «Последний бой», в него можно сыграть только после прохождения всех предыдущих шести уровней. В изначальных концепт-артах игры также планировались локации, включающие дом Кузи и замок Сциллы, но в релизную версию игры они не вошли.
Версия для Game Boy и мобильных устройств представляет собой двухмерную платформенную игру, похожую на аркаду Bubble Bobble с элементами Rod Land и Lode Runner. Она состоит из трёх уровней, каждый из которых состоит из 20 этапов и заканчивается схваткой с боссом, охраняющим осколок зеркала. В начале каждого этапа перед игроком стоит задача уничтожить всех приспешников Сциллы до истечения таймера. Попадание лучом замораживающего пистолета в незащищенного врага на несколько секунд превращает его в глыбу льда, которая разлетается на куски, если столкнуть её с уступа или прыгнуть на неё сверху. Замороженных врагов можно переносить и складывать, чтобы получить доступ к верхним уровням или создать ещё более крупных и мощных монстров, которых нужно уничтожить, чтобы заполучить их сокровища (бонусные очки, ключи для сохранения и бонусы, повышающие здоровье и скорость).

## Сюжет
Злая ведьма Сцилла (дат. Afskylia, главный антагонист всей франшизы) вернулась и задумала раз и навсегда избавиться от доброго тролля Кузи, который постоянно мешал ей творить зло. Используя свои магические способности, она заманивает Кузю в зеркало, которое затем разбивает на три части и при помощи волшебства разбрасывает осколки по всему миру. Сцилла также похищает жену Кузи, Кузелину (дат. Hugolina). Трое детей Кузи и Кузелины – Рит, Рат и Рут (дат. Trollerit, Trollerat, Trollerut) – единственные, кто способен спасти и освободить своих родителей. Чтобы снять проклятие ведьмы, каждый ребёнок должен найти осколок разбитого зеркала. Если дети соберут зеркало воедино, Кузя сможет победить Сциллу и снять заклятие. После поединка Кузя выбирается из своей тюрьмы, спасает свою жену и, в свою очередь, заманивает Сциллу в её собственное волшебное зеркало, а затем полностью разбивает его на множество мелких кусочков.

## Критика
| Сводный рейтинг    | Сводный рейтинг |
| Агрегатор          | Оценка          |
| ------------------ | --------------- |
| GameRankings       | 61,79 %         |
| Metacritic         | 58/100          |
| Иноязычные издания |                 |
| Издание            | Оценка          |
| GameSpot           | 6,1/10          |
| GameSpy            | [ 15 ]          |
| IGN                | 6,5/10          |

Игра получила в основном посредственные отзывы. Поскольку телевизионная передача Позвоните Кузе никогда не адаптировалась и не транслировалась на североамериканском континенте, то рецензенты из стран Северной Америки практически не были знакомы с персонажами и предысторией игры. Интернет-издание IGN в своём обзоре оценило игру в 6.5 баллов из 10.
Версия для PlayStation получила оценку 5+ из 10 от польского журнала PSX Extreme и 45 % от немецкого журнала Players. Версия для ПК получила три звезды из пяти от польского сайта Wirtualna Polska. Датский сайт Gamesector поставил игре 7/10 для версий PlayStation и ПК.
Gamesector также поставил 8/10 за версию для платформы Game Boy, а немецкий журнал big.N оценил игру в 67 % для платформы Game Boy Color, и 68% для Game Boy Advance. Из других рецензий для версии на платформах Game Boy можно отметить 4,0 балла от бразильского журнала Nintendo Revolution, 5/5 от Cheat Code Central, 5/10 от датского сайта GameLife, 5,0/10 от Worthplaying, 61% от немецкого журнала Man!ac, 6,6/10 от GameCube Advanced и GameZone, и 7/6/10 от Nintendo Insanity.